# Revolutions per Minute (musikalbum av Skid Row)
Revolutions per Minute är det femte albumet av Skid Row, utgivet den 24 oktober 2006.

## Låtlista
1. Disease (Rachel Bolan, Dave Sabo) – 3:32
2. Another Dick in the System (Bolan) – 3:16
3. Pulling My Heart Out from Under Me (Bolan) – 3:29
4. When God Can't Wait (Bolan, Scotti Hill) – 2:15
5. Shut Up Baby, I Love You (Bolan) – 3:16
6. Strength (cover av The Alarm) – 5:06
7. White Trash (Bolan, Sabo) – 2:53
8. You Lie (Bolan) – 2:44
9. Nothing (Bolan) – 3:29
10. Love Is Dead (Bolan) – 3:38
11. Let It Ride (Bolan) – 4:02
12. You Lie (Com Fed mix, bonusspår) (Bolan) – 2:42

## Banduppsättning
- Johnny Solinger - sång
- Scotti Hill - gitarr
- Dave "The Snake" Sabo - kompgitarr, bakgrundssång
- Rachel Bolan - bas, bakgrundssång
- Dave Gara - trummor